# Indże wojwoda
Indże wojwoda (bułg. Индже войвода) – wieś w Bułgarii, w obwodzie Burgas, w gminie Sozopol. W 2023 roku liczyła 290 mieszkańców.